# جر-اوی (شهرستان تونگ)
جر-اوی (به لاتین: Jer-Üy) یک منطقهٔ مسکونی در قرقیزستان است که در شهرستان تونگ واقع شده‌است. جر-اوی ۵۲۹ نفر جمعیت دارد و ۲٬۰۴۰ متر بالاتر از سطح دریا واقع شده‌است.